# Yuki Sato (softball)
Pour les articles homonymes, voir Yuki Sato.
Yuki Sato (佐藤 由希, Sato Yuki) (née le 3 novembre 1980 dans la préfecture de Shizuoka) est une joueuse de softball japonaise. Elle remporte lors des Jeux olympiques d'été de 2004 la médaille de bronze avec l'équipe du Japon qui se classe derrière les États-Unis et l'Australie.